# Mergelp

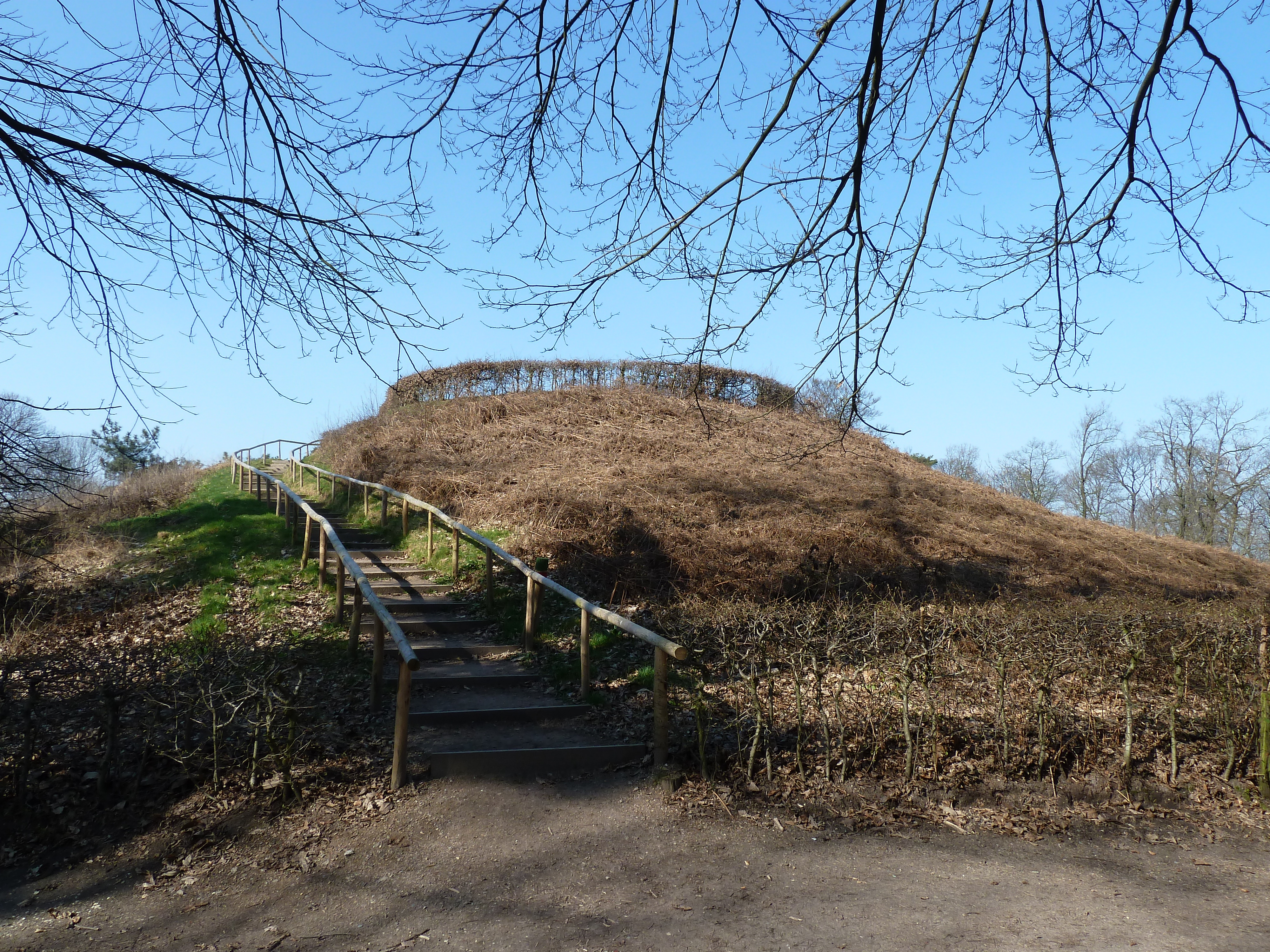
De Motte van de burcht Mergelp op de Duivelsberg

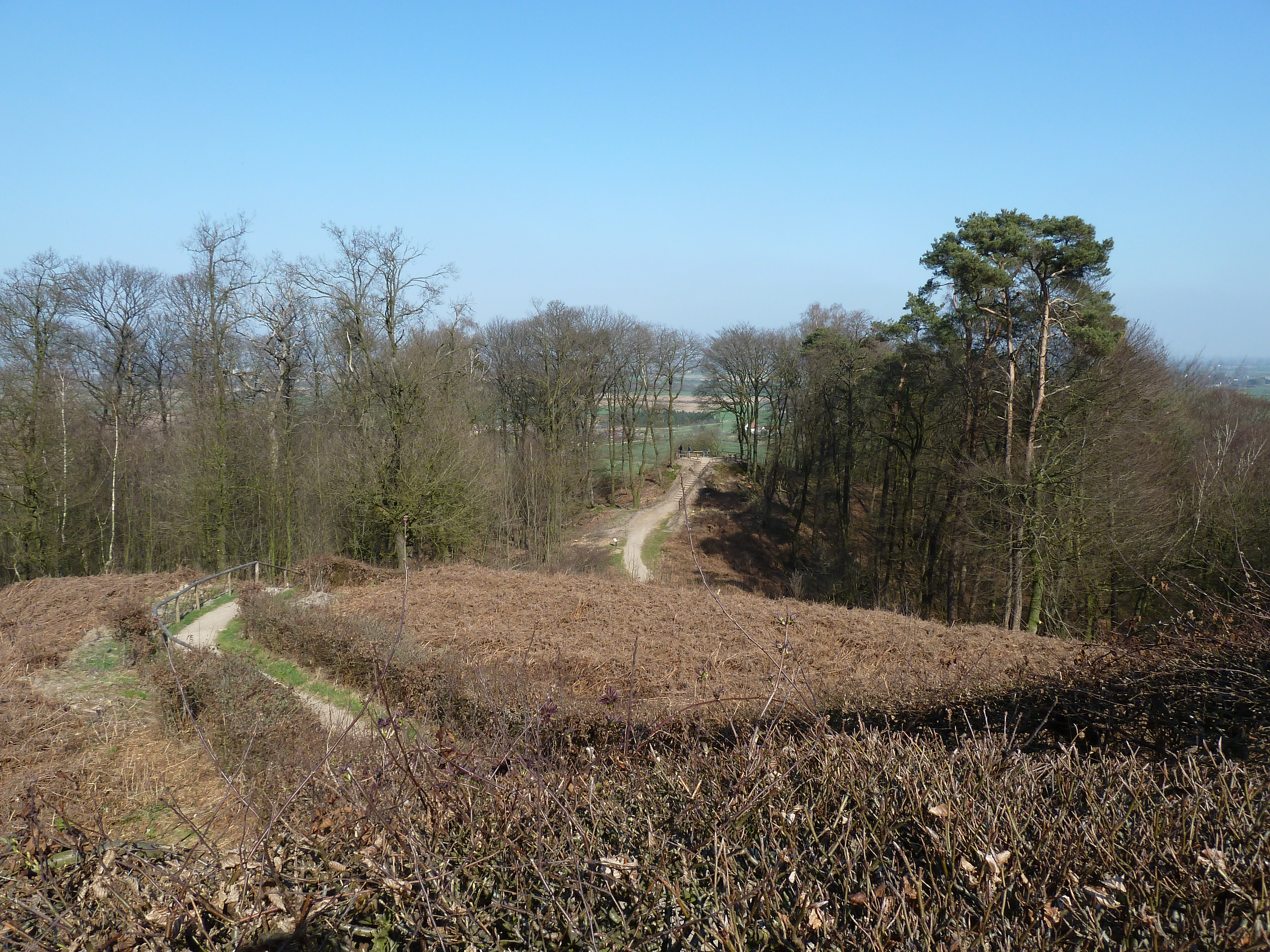
Gekeken naar de kleine heuvel vanaf de grote heuvel

Mergelp (ook Mergelpe genoemd) was een middeleeuwse burcht op de Duivelsberg in de Nederlandse gemeente Berg en Dal vlak bij het Duitse Wyler.

## Geschiedenis
De geschiedenis van de Duivelsberg begint kort na de stichting van de Romeinse vesting Ulpia Noviomagus Batavorum, het huidige Nijmegen. Al vrij snel bleek de zichtverbinding tussen Nijmegen en de volgende grotere vesting, Kleef, gebrekkig en was een extra uitzichtpunt noodzakelijk. Hiervoor koos men voor de hoogste heuvel in de omgeving die een goed zicht had op de Klever Berg, het hoogste punt in Kleef. Voortdurend zicht op de belendende vestingen was voor de Romeinse commandanten van levensbelang in verband met de berichtgeving tussen de forten onderling, waarmee ze elkaar dag en nacht konden waarschuwen voor aanvallen van de Germanen.
De burcht Mergelp was rond het jaar 1000 vermoedelijk in het bezit van graaf Balderik en zijn vrouw Adela en behoorde tot het grondgebied van de sticht Zyfflich. In 1117 kwamen de berg en de burcht in bezit van de aartsbisschop van Keulen, Frederik I van Schwarzenberg. In 1223 verpachtte aartsbisschop Engelbert II van Berg het aan de graaf Diederik VI van Kleef onder de voorwaarde dat de burcht herbouwd zou worden en ter beschikking van het aartsbisdom Keulen gesteld zou worden. Dit is echter nooit gebeurd.
Vanaf de late middeleeuwen behoorde de destijds geheten Wylerberg (de huidige Duivelsberg) met Mergelp toe aan het onder Kleef vallende Kranenburg en vanaf de 19e eeuw viel het onder de gemeente Wyler. In 1949 kwam Mergelp met andere delen van de gemeenten Wyler en Zyfflich onder Nederlands beheer te staan. In 1963 werden de meeste delen weer aan Duitsland teruggegeven maar de Duivelsberg (met Mergelp) bleven Nederlands en vielen sindsdien onder de gemeente Ubbergen (zie ook: Nederlandse annexatie van Duits grondgebied na de Tweede Wereldoorlog) die per 2015 fuseerde tot Groesbeek en sinds 2016 Berg en Dal heet.

## Bouw
De burcht Mergelp bestond uit twee mottes die ook tegenwoordig samen met de wallen nog goed zichtbaar zijn in het landschap. De kleinste motte gaf een goed uitzicht over De Duffelt en was van groot strategisch belang. De ligging op de Duivelsberg, met aan de voet het Wylermeer, maakte verdediging van de burcht eenvoudig.